# Di Bawah Lindungan Ka'bah
Di Bawah Lindungan Ka'ba é um filme de drama indonésio de 2011 dirigido e escrito por Hanny Saputra. Foi selecionado como representante da Indonésia à edição do Oscar 2012, organizada pela Academia de Artes e Ciências Cinematográficas.

## Elenco
- Herjunot Ali - Hamid
- Laudya Cynthia Bella - Zainab
- Niken Anjani - Rosna
- Tarra Budiman - Saleh
- Jenny Rachman - mãe de Hamid
- Widyawati - Mrs. Ja'far
- Didi Petet - Haji Ja'far
- Leroy Osmani - Rustam